# Auchy-au-Bois
Auchy-au-Bois település Franciaországban, Pas-de-Calais megyében. Lakosainak száma 549 fő (2022. január 1.). Auchy-au-Bois Rely, Nédon, Lières, Ligny-lès-Aire, Nédonchel, Saint-Hilaire-Cottes, Westrehem, Ames és Amettes községekkel határos.

## Népesség
A település népességének változása:
| Lakosok száma | 470  | 482  | 499  | 504  | 517  | 530  | 534  | 540  | 549  |
|               | 2013 | 2015 | 2016 | 2017 | 2018 | 2019 | 2020 | 2021 | 2022 |